# Julio César Antúnez
Julio César „Tola” Antúnez Amorín (ur. 9 stycznia 1956 w Montevideo) – urugwajski piłkarz występujący na pozycji środkowego obrońcy, trener piłkarski.

## Kariera klubowa
Antúnez urodził się w dzielnicy Cerrito stołecznego miasta Montevideo, w której wychowywał się do ósmego roku życia. Jego ojciec był śmieciarzem, zaś matka gospodynią domową. Uczęszczał do lokalnego Colegio Misericordista. Najpierw występował w amatorskiej, osiedlowej drużynie Miguelito Siré, a następnie dołączył do drużyny juniorskiej klubu Racing Club de Montevideo. W wieku czternastu lat został wypatrzony przez Eugenio Galvalisiego – skauta krajowego giganta Club Nacional de Football – jednak mimo oferty z Nacionalu zdecydował się dołączyć do niżej notowanego River Plate Montevideo. Do pierwszej drużyny River został włączony jako siedemnastolatek przez szkoleniowca Luisa Grimaldiego. Szybko zapracował sobie na miano jednego z najbardziej utalentowanych młodych graczy w Urugwaju. W wieku zaledwie dziewiętnastu lat został mianowany przez Grimaldiego kapitanem River. Na koniec sezonu 1977 spadł z River do drugiej ligi, lecz powrócił do najwyższej klasy rozgrywkowej już po roku nieobecności. Ogółem barwy River reprezentował przez osiem lat, głównie jako podstawowy obrońca zespołu, lecz oprócz wspomnianego awansu do pierwszej ligi nie odniósł z nim poważniejszych sukcesów.
W 1980 roku Antúnez został zawodnikiem chilijskiego Deportes Aviación. Na koniec sezonu 1980 spadł z Aviación do drugiej ligi – za zapleczu najwyższej klasy rozgrywkowej zaczął być wystawiany przez trenera Isaaca Carrasco na nietypowej dla siebie pozycji napastnika (przez większość kariery występował jako środkowy lub prawy obrońca). Już po roku nieobecności powrócił z Aviación do pierwszej ligi, lecz przed rozpoczęciem kolejnego sezonu klub został rozwiązany z powodów finansowych. W kwietniu 1982 został ściągnięty przez Luisa Grimaldiego (swojego byłego trenera z River) do prowadzonej przez niego drużyny LDU Quito – ówczesnego wicemistrza Ekwadoru. Tam bez większych sukcesów grał przez rok, po czym odszedł do niżej notowanego AD 9 de Octubre. W sezonie 1983 zdobył z nim wicemistrzostwo Ekwadoru.
Następnie Antúnez powrócił do Chile, gdzie kontynuował swoją karierę w przeciętnych drużynach Green Cross Temuco i CD Fernández Vial. Z ekipą z miasta Concepción na koniec rozgrywek 1984 spadł do drugiej ligi. Bezpośrednio po tym odszedł do drugoligowego CD Trasandino, z którym z kolei wywalczył awans do pierwszej ligi chilijskiej. Później bez poważniejszych osiągnięć występował jeszcze rok w Deportes Iquique, by u schyłku kariery powrócić do ojczyzny, do drugoligowego Liverpool FC. Tam w wieku 31 lat zakończył piłkarską karierę. Był opisywany jako charakterny, obdarzony naturalnymi umiejętnościami przywódczymi stoper.

## Kariera reprezentacyjna
W marcu 1974 Antúnez został powołany przez Carlosa Silvę Cabrerę do reprezentacji Urugwaju U-20 na Mistrzostwa Ameryki Południowej U-20. Na turnieju rozgrywanym w Chile wystąpił w trzech z czterech możliwych spotkań, zaś jego kadra dotarła do finału, gdzie uległa Brazylii (1:2). W sierpniu 1975 znalazł się w składzie na kolejne Mistrzostwa Ameryki Południowej U-20, tym razem odbywające się na peruwiańskich boiskach. Rozegrał wówczas wszystkie sześć meczów i był filarem urugwajskiej drużyny, która prowadzona przez Waltera Brienzę triumfowała w rozgrywkach po pokonaniu w finale po serii rzutów karnych Chile (1:1, 3:1 k). Obok Antúneza w skład zwycięskiej kadry wchodzili gracze tacy jak Rodolfo Rodríguez, Juan Ramón Carrasco czy Darío Pereyra.
W październiku 1975 Antúnez w barwach olimpijskiej reprezentacji Urugwaju wziął udział w Igrzyskach Panamerykańskich w Meksyku. Jego drużyna odpadła wówczas z turnieju piłkarskiego w pierwszej rundzie. W styczniu 1976 był podstawowym piłkarzem urugwajskiej młodzieżówki podczas kontynentalnych eliminacji do Igrzysk Olimpijskich w Montrealu. Podopieczni Brienzy zakwalifikowali się na igrzyska, lecz ostatecznie Urugwaj zdecydował się nie wysyłać swoich piłkarzy do Kanady.
W tamtym okresie Antúnez został również powołany do pierwszej reprezentacji Urugwaju przez selekcjonera Carlosa Silvę Cabrerę na towarzyski turniej Copa Juan Pinto Durán. Nie zdołał jednak nigdy zadebiutować w seniorskiej kadrze narodowej.

## Kariera trenerska
W 1986 roku Antúnez ukończył kurs trenerski w placówce Instituto Superior de Educación Física w stołecznym Montevideo. Karierę szkoleniową rozpoczął w niecodziennych okolicznościach, gdy był jeszcze zawodnikiem drugoligowego Liverpoolu FC. Trener tego zespołu Néstor Gonçalves zrezygnował ze stanowiska, a w końcówce sezonu władze klubu zaproponowały objęcie stanowiska szkoleniowca Antúnezowi, który z powodu kontuzji nie był wówczas zdolny do gry. Początkujący trener szybko zdołał poprawić wyniki drużyny i na koniec rozgrywek 1987 awansował z nią do pierwszej ligi – był to powrót Liverpoolu na najwyższy szczebel rozgrywek po pięciu latach przerwy. W pierwszej lidze prowadził Liverpool jeszcze przez kilka lat bez poważniejszych osiągnięć, by następnie objąć innego ligowego średniaka – Central Español. Osiągał z nim wyniki powyżej oczekiwań – zajmował kolejno czwarte i szóste miejsce w tabeli.
W styczniu 1992 Antúnez objął chilijski Deportes Concepción, z którego jednak został zwolniony już po ośmiu ligowych meczach. Po nieudanym pobycie zagranicą powrócił do ojczyzny, gdzie przez pewien czas trenował przeciętną drużynę CA Bella Vista, z którą plasował się w dolnej części tabeli. W następnych latach zanotował epizod w ekwadorskim LDU Portoviejo, a także prowadził ze średnim skutkiem rodzime ekipy Central Español, Liverpool FC oraz River Plate Montevideo. Później zdecydował się na wyjazd do Gwatemali, gdzie prowadził kolejno drużyny Xelajú MC i Cobán Imperial. Z niebędącą faworytem do tytułu ekipą Cobán wywalczył w wiosennym sezonie Clausura 2004 historyczne, pierwsze i jak dotąd jedyne w dziejach klubu mistrzostwo Gwatemali. Tym samym Cobán został pierwszym zespołem spoza stolicy, który wygrał tytuł mistrzowski od czasu wprowadzenia półrocznych sezonów. Sam Antúnez został wówczas wybrany najlepszym trenerem ligi gwatemalskiej, był chwalony za umiejętne stawianie na młodych zawodników. Został zwolniony we wrześniu 2004 po trzech porażkach z rzędu i odpadnięciu już w pierwszej rundzie kontynentalnych rozgrywek Copa Interclubes UNCAF.
W styczniu 2005 Antúnez powrócił do ekipy Central Español, występującej już wówczas w drugiej lidze urugwajskiej. W sezonie 2005 wywalczył z nią awans do najwyższej klasy rozgrywkowej. Przed skromnym beniaminkiem postawiono cel uniknięcia spadku – media zwracały uwagę na brak istotnych wzmocnień kadrowych poczynionych po promocji. Podopieczni Antúneza okazali się jednak rewelacją rozgrywek, imponując efektownym stylem gry i zajęli czwarte miejsce w tabeli. Następnie Central Español dzięki udanemu występowi w ligowym turnieju Copa Artigas zakwalifikował się do Copa Sudamericana 2006 i tym samym po raz pierwszy w historii awansował do rozgrywek międzynarodowych (ostatecznie zakończył w nich swój udział w pierwszej rundzie). W kolejnym sezonie Antúnez zajął z Central Español ósmą pozycję w tabeli, a bezpośrednio po tym nie przedłużył wygasającej umowy z klubem. Zaraz potem powrócił do swojego poprzedniego zespołu Cobán Imperial, występującego już wówczas w drugiej lidze gwatemalskiej. Tam nie spełnił jednak oczekiwań i nie zdołał doprowadzić ekipy z powrotem do pierwszej ligi (przegrał baraże o awans).
W październiku 2007 Antúnez podpisał umowę z walczącym o utrzymanie w lidze urugwajskiej Tacuarembó FC. Prowadził go przez kolejne dwa miesiące, odnosząc tylko jedno zwycięstwo w siedmiu meczach, po czym zrezygnował ze stanowiska w obliczu braku oczekiwanych wzmocnień drużyny i słabej kondycji finansowej klubu. W marcu 2008 po raz czwarty został trenerem zespołu Central Español, zastępując na tym stanowisku Gustavo Díaza. Zdołał utrzymać zespół w pierwszej lidze, po czym w sierpniu 2008 objął gwatemalski CSD Suchitepéquez. Uplasował się z tą drużyną na dziewiątym miejscu w tabeli, po czym odszedł z klubu, nie potrafiąc się porozumieć z zarządem w kwestii nowego kontraktu (oczekiwał podwyżki zarobków) i powrócił do ojczyzny. We wrześniu 2009 podpisał umowę ze skromnym, walczącym o uniknięcie relegacji zespołem CA Atenas, gdzie pracował przez trzy miesiące (piętnaste miejsce w tabeli). W maju 2010 – w samej końcówce sezonu 2009/2010 – zastąpił Adána Machado na stanowisku trenera drugoligowej drużyny Miramar Misiones, szykującej się do baraży o awans. Poprowadził ją w czterech meczach barażowych i awansował z nią do pierwszej ligi, a zaraz po tym odszedł z klubu.
W październiku 2011 Antúnez powrócił do zespołu Liverpool FC. Od razu poprawił wyniki drużyny, która pod jego wodzą w wiosennej fazie Clausura okazała się czarnym koniem rozgrywek – zanotowała jedenaście zwycięstw w piętnastu meczach, do samego końca walcząc o tytuł mistrzowski i ostatecznie zajęła trzecie miejsce w tabeli. Dzięki temu jego podopieczni zakwalifikowali się do międzynarodowych rozgrywek Copa Sudamericana 2012. Bezpośrednio po świetnym sezonie Antúnez przedłużył umowę z Liverpoolem. W rozgrywkach Copa Sudamericana dotarł z ekipą do 1/8 finału, zaś w listopadzie 2012 został niespodziewanie zwolniony ze stanowiska. Media spekulowały, iż przyczynami odejścia szkoleniowca była nierówna gra drużyny oraz pogorszenie relacji z zawodnikami i zarządem klubu. We wrześniu 2013 po raz trzeci objął gwatemalskiego drugoligowca Cobán Imperial, lecz nie udało mu się doprowadzić go na najwyższy szczebel rozgrywkowy.
W kwietniu 2015 Antúnez został trenerem ubogiego zespołu El Tanque Sisley, mającego za cel utrzymanie w lidze urugwajskiej. Prowadził go przez nieco ponad rok, zajmując kolejno jedenastą i dziewiątą lokatę w tabeli. Zrezygnował ze stanowiska w maju 2016 po pięciu porażkach z rzędu – w ostatnich meczach sezonu ekipę poprowadził Gabriel Corral, który spadł z nią do drugiej ligi. W lipcu 2017 Antúnez ponownie objął El Tanque, który w międzyczasie awansował z powrotem do najwyższej klasy rozgrywkowej. Uplasował się z nim na czternastym miejscu w tabeli i po barażach utrzymał go w pierwszej lidze. W lutym 2018 targany problemami finansowymi i organizacyjnymi El Tanque wycofał się jednak z rozgrywek. Siedem miesięcy później Antúnez zastąpił Julio Fuentesa w roli trenera ekipy Rampla Juniors. Utrzymał ekipę w najwyższej klasie rozgrywkowej, lecz bezpośrednio potem odszedł z ekipy, gdyż nie potrafił porozumieć się z zarządem w kwestii nowej umowy i wizji drużyny w nadchodzącym sezonie. W sierpniu 2019 objął zespół CA Cerro, w którym spędził trzy miesiące z bardzo przeciętnymi wynikami. Dwie kolejki przed końcem sezonu zrezygnował z posady z powodów zdrowotnych, zostawiając zespół na trzynastym miejscu w tabeli.